# Pseudencyrtus bolus
Pseudencyrtus bolus är en stekelart som först beskrevs av Walker 1844.  Pseudencyrtus bolus ingår i släktet Pseudencyrtus och familjen sköldlussteklar. Inga underarter finns listade i Catalogue of Life.